# Jenny Hoppe
Pour les articles homonymes, voir Hoppe.

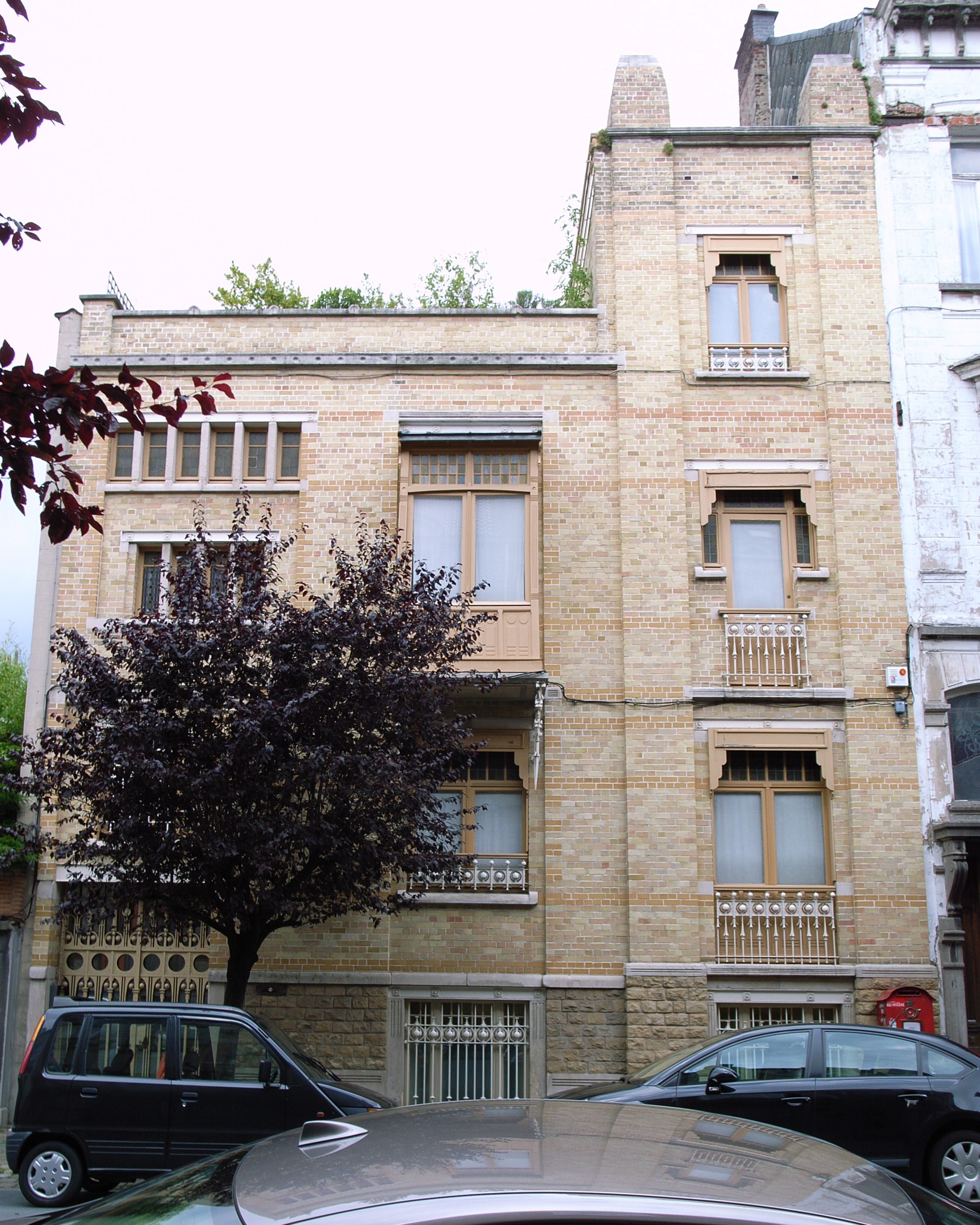
Rue de la Réforme 4, où Hoppe a vécu et travaillé

Jenny Bernier-Hoppe, né à Düsseldorf en 1870 et mort à Ixelles en 1934, est une artiste peintre belgo-allemande.

## Biographie
Elle est la fille du graphiste et médailleur Édouard Hoppe et la sœur de l'artiste Ketty Gilsoul-Hoppe. En 1872, la famille émigre en Belgique. Jenny Hoppe se marie en 1887 avec le peintre Géo Bernier. C'est pourquoi son œuvre se retrouve parfois sous le nom de Jenny Bernier-Hoppe. Le compositeur René Bernier est leur fils.

### Formation et carrière artistique
Comme sa sœur, Jenny Hoppe suit une formation artistique à l'Institut Bischoffsheim à Bruxelles. Elles y découvrent des nouvelles inspirations artistiques qui sont encore refusées à l'Académie. Bien que nommée professeure à l'âge de 16 ans, elle décide de se consacrer à sa passion pour la peinture.
Jenny Hoppe peint des portraits, des paysages, des intérieurs, des fleurs et des natures mortes, dans un style post-impressionniste.
Elle participe au Salon de Bruxelles de 1890 et expose également au Salon d'Anvers en 1898. Elle est la seule femme admise au sein de la société artistique du Sillon, et y expose avec son mari, fondateur de cette société.

### Lieu de résidence
À partir de 1904, Géo Bernier et Jenny Hoppe ont vécu et peint au 4 rue de la Réforme (Hervormingsstraat) à Ixelles, dans une maison conçue par Alban Chambon. Cette propriété a été protégée en 1997.

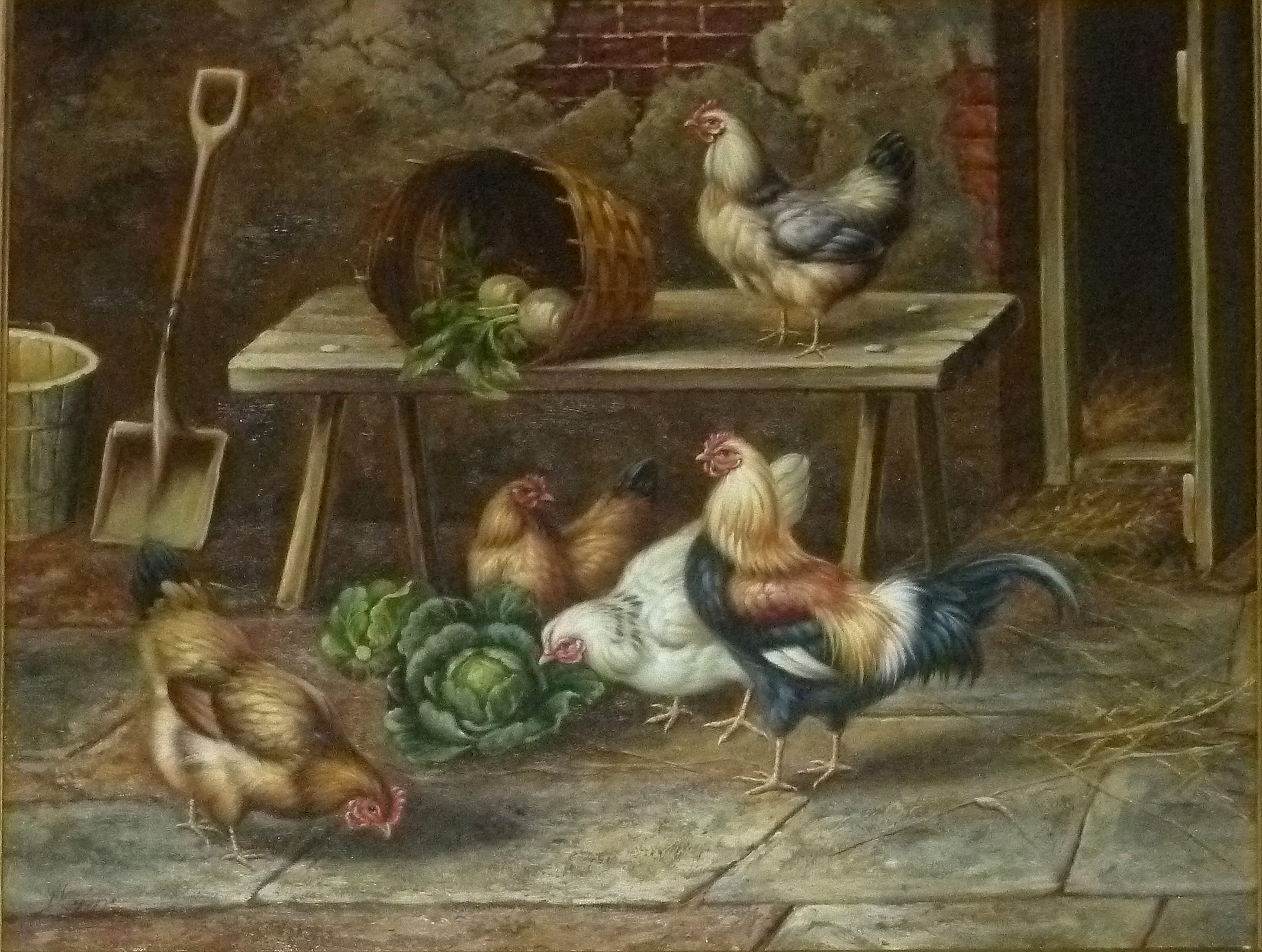
La Famille Poulet (De Kippenfamilie)

## Expositions
- Bruxelles, Musée Charlier, exposition Vrouwelijke Zinnen (2007)